# Parallelia copidiphora
Parallelia copidiphora là một loài bướm đêm trong họ Erebidae.